# Gustavo Álvarez Gardeazábal
Gustavo Álvarez Gardeazábal (sinh ngày 31 tháng 10 năm 1945) là một nhà văn, và chính khách người Colombia. Ông theo học trường Đại học Valle và là á quân của giải Premio Nadal năm 1971 cho Dabeiba. Ông được trao một học bổng Guggenheim vào năm 1984, và là Thống đốc của Valle del Cauca từ năm 1998–1999. Ông cũng viết telenovela El Bazar de los Idiotas được đánh giá cao. Ông là một trong số ít những người vô thần nắm giữ văn phòng công cộng ở Colombia.